# ベン・ジョンストン
ベン・ジョンストン（Ben Johnston、1926年 - 2019年7月21日）は、アメリカ合衆国の現代音楽の作曲家。

## 略歴
松平頼暁の現代音楽のパサージュには、「ノッキング・ピース、これは、ピアノのフレームを二人が叩くだけの曲」を発表した作曲家と紹介されているが、これは彼の創作史の中では例外で、実際は微分音作曲の権威的存在として知られる。
ハリー・パーチの純正律の経験に触発され、ジョンストンは高次倍音列に見られる微分音を生楽器に適用することで知られている。その要求が苛烈であったせいか、彼の作品はたびたび演奏不可能と言われつづけている。もっとも有名な「弦楽四重奏曲第4番」ではアメイジング・グレイスによる変奏曲であるが、ピッチとリズムを変奏ごとに細分化するため、最終変奏直前では楽譜が真っ黒になるほどの指示で埋め尽くされている。
ピアノの調律を変えて微分音を出す指示も「微分音ピアノのためのソナタ」と「微分音ピアノのための組曲」で実践している。前衛の時代が華やかだった頃の彼はソナタでは音列技法時代の痕跡が残っているが、組曲では微分音調律を施した全音階主義に立ち戻ったようである。
彼は弦楽四重奏曲を10曲も作曲しているにもかかわらず、クロノス・カルテットのレパートリーは3作だけ、アルディッティ弦楽四重奏団に至ってはゼロ、ということから、「有名なのに最も不遇」と言われる事も珍しくない。この状況を打開するため、ケプラー弦楽四重奏団が全曲の録音に着手して完結させた。全曲録音の完成は亡くなる3年前、本人の90歳の誕生日であった。
ヨーロッパでも支持はすでに広く、2008年にはドナウエッシンゲン音楽祭で、南西ドイツ放送交響楽団作曲賞を受賞した。
作品は、Smith Publicationsから出版されている。

## 作風
音列とリズムの展開から彼の創作史は始まり、「弦楽四重奏曲第2番」でラサール弦楽四重奏団の演奏拒否にあったころから、微分音の探求をより強めた態度をとっていった。
アメリカならではの創作と言われていたが、ジェルジュ・リゲティとマンフレート・シュターンケによってヨーロッパでも「遅れた」再評価が始まり、短期間ではあるが、シュターンケはジョンストンに師事している。ながらくイリノイ大学で教鞭をとり続け、その中に現在アメリカで最も注目されるマイケル・ピサロも実はジョンストンに師事した経歴がある。
微分音に嵌るようになってから、彼のテクスチュアはかなり簡素なものになり、「室内交響曲」では最小限のリズム処理で終わっている。